# FIA E-Rally Regularity Cup 2019
La FIA E-Rally Regularity Cup 2019 è stata la stagione 2019 del Campionato del mondo di rally per veicoli ad alimentazione elettrica organizzato dalla Federazione Internazionale dell'Automobile. Ha visto lo svolgimento di 12 gare di regolarità in dieci paesi (sulle 13 gare in undici paesi previste dal calendario) dal 4 maggio al 17 novembre. I titoli mondiali piloti e copiloti sono stati vinti dagli italiani Fuzzy Kofler e Franco Gaioni davanti alla coppia polacco-francese Artur Prusak-Thierry Benchetrit e agli altri italiani Guido Guerrini ed Emanuele Calchetti. Il titolo costruttori è stato vinto da Audi.

## Calcolo dei punteggi
Ciascuna gara assegna un punteggio per le classifiche generali relative a piloti, co-piloti e costruttori ai primi otto equipaggi, secondo il seguente ordine: al primo classificato 10 punti, al secondo 8, e poi 6, 5, 4, 3, 2 e 1. Tale punteggio viene moltiplicato per un coefficiente in base alla lunghezza totale della gara e delle prove speciali di regolarità in essa contenute. Il coefficiente è 1 per le gare della durata minima ammessa, cioè almeno 250 km complessivi di cui 100 di prove speciali; sale invece ad 1,5 per le gare di almeno 400 km, di cui 150 di prove speciali, ed è 2 per le gare di almeno 600 km totali, di cui un minimo di 200 di prove speciali. Un'ulteriore moltiplicazione per un coefficiente di 1,5 è previsto per le gare che si svolgono al di fuori dell'Europa continentale (Rallye E-Efficacité du Québec e eRally Iceland).

## Calendario e risultati
| Data                       | Gara                                  | Coefficiente | 1º posto                                                                   | 2º posto                                                     | 3º posto                                                    |
| -------------------------- | ------------------------------------- | ------------ | -------------------------------------------------------------------------- | ------------------------------------------------------------ | ----------------------------------------------------------- |
| 4-5 maggio 2019            | Hi-Tech Ecomobility Rally             | 1            | Alexandre Stricher (pilota) Adrien da Cunha Belves (co-pilota)             | Dīmītrīs Stavropoulos (pilota) George Delaportas (co-pilota) | Didier Malga (pilota) Anne-Valérie Bonnel (co-pilota)       |
| 4-5 maggio 2019            | Hi-Tech Ecomobility Rally             | 1            | Volkswagen e-Golf                                                          | Jaguar I-Pace                                                | Tesla Model 3                                               |
| 16-18 maggio 2019          | Czech New Energies Rallye             | 2            | Artur Prusak (pilota) Thierry Benchetrit (co-pilota)                       | Guido Guerrini (pilota) Emanuele Calchetti (co-pilota)       | Fuzzy Kofler (pilota) Franco Gaioni (co-pilota)             |
| 16-18 maggio 2019          | Czech New Energies Rallye             | 2            | Audi e-tron                                                                | Audi e-tron                                                  | Audi e-tron                                                 |
| 30 maggio - 1º giugno 2019 | E-Rallye du Chablais                  | 1            | Guido Guerrini (pilota) Emanuele Calchetti (co-pilota)                     | Raoul Fesquet (pilota) Caroline Brams (co-pilota)            | Fuzzy Kofler (pilota) Franco Gaioni (co-pilota)             |
| 30 maggio - 1º giugno 2019 | E-Rallye du Chablais                  | 1            | Audi e-tron                                                                | Tesla Model 3                                                | Audi e-tron                                                 |
| 7-9 giugno 2019            | Oeiras Eco Rally Portugal             | 1,5          | Nuno Serrano (pilota) Alexandre Berardo (co-pilota)                        | Artur Prusak (pilota) Thierry Benchetrit (co-pilota)         | Fuzzy Kofler (pilota) Franco Gaioni (co-pilota)             |
| 7-9 giugno 2019            | Oeiras Eco Rally Portugal             | 1,5          | Renault Zoe                                                                | Renault Zoe                                                  | Audi e-tron                                                 |
| 28-29 giugno 2019          | E-Rallye du Gard                      | 1            | Annullato                                                                  | Annullato                                                    | Annullato                                                   |
| 12-14 luglio 2019          | Eco Energy Rally Bohemia              | 2            | Fuzzy Kofler (pilota) Franco Gaioni (co-pilota)                            | Artur Prusak (pilota) Thierry Benchetrit (co-pilota)         | Guido Guerrini (pilota) Emanuele Calchetti (co-pilota)      |
| 12-14 luglio 2019          | Eco Energy Rally Bohemia              | 2            | Audi e-tron                                                                | Audi e-tron                                                  | Audi e-tron                                                 |
| 8 agosto 2019              | Rallye E-Efficacité du Québec         | 1,5          | Fuzzy Kofler (pilota) Franco Gaioni (co-pilota)                            | Didier Malga (pilota) Anne-Valérie Bonnel (co-pilota)        | Vinh Pham (pilota) Lilan Leontowich (co-pilota)             |
| 8 agosto 2019              | Rallye E-Efficacité du Québec         | 1,5          | Chevrolet Bolt                                                             | Chevrolet Bolt                                               | Toyota Mirai                                                |
| 23-24 agosto 2019          | eRally Iceland                        | 2,25         | Artur Prusak (pilota) Thierry Benchetrit (co-pilota)                       | Didier Malga (pilota) Anne-Valérie Bonnel (co-pilota)        | Guido Guerrini (pilota) Emanuele Calchetti (co-pilota)      |
| 23-24 agosto 2019          | eRally Iceland                        | 2,25         | Nissan Leaf                                                                | Renault Zoe                                                  | Audi e-tron                                                 |
| 5-8 settembre 2019         | Rally Poland New Energies             | 2            | Artur Prusak (pilota) Thierry Benchetrit (co-pilota)                       | Guido Guerrini (pilota) Emanuele Calchetti (co-pilota)       | Fuzzy Kofler (pilota) Franco Gaioni (co-pilota)             |
| 5-8 settembre 2019         | Rally Poland New Energies             | 2            | Volkswagen e-Golf                                                          | Audi e-tron                                                  | Audi e-tron                                                 |
| 19-21 settembre 2019       | Mahle Eco Rally                       | 1,5          | Fuzzy Kofler (pilota) Franco Gaioni (co-pilota)                            | Didier Malga (pilota) Anne-Valérie Bonnel (co-pilota)        | Guido Guerrini (pilota) Emanuele Calchetti (co-pilota)      |
| 19-21 settembre 2019       | Mahle Eco Rally                       | 1,5          | Audi e-tron                                                                | Tesla Model 3                                                | Audi e-tron                                                 |
| 11-13 ottobre 2019         | Eco Rallye Bilbao-Petronor            | 2            | Asier Santamaría (pilota) Roberto Rentería (co-pilota)                     | Fuzzy Kofler (pilota) Franco Gaioni (co-pilota)              | José Manuel Cortés (pilota) Joseba Rodríguez (co-pilota)    |
| 11-13 ottobre 2019         | Eco Rallye Bilbao-Petronor            | 2            | Hyundai Kona                                                               | Audi e-tron                                                  | Hyundai Kona                                                |
| 23-27 ottobre 2019         | eRallye Monte Carlo                   | 2            | Frédéric Ozon (pilota) Marjorie Glatigny (co-pilota)                       | Artur Prusak (pilota) Thierry Benchetrit (co-pilota)         | Frédéric Mlynarczyk (pilota) Christophe Marques (co-pilota) |
| 23-27 ottobre 2019         | eRallye Monte Carlo                   | 2            | Tesla Model S                                                              | DS3 E-Tense                                                  | DS3 E-Tense                                                 |
| 15-17 novembre 2019        | Eco Rallye de la Comunitat Valenciana | 1,5          | José Ignacio Marcos Villoria (pilota) Alfonso Oiarbide Askondo (co-pilota) | Guido Guerrini (pilota) Emanuele Calchetti (co-pilota)       | Didier Malga (pilota) Anne-Valérie Bonnel (co-pilota)       |
| 15-17 novembre 2019        | Eco Rallye de la Comunitat Valenciana | 1,5          | Kia e-Soul                                                                 | Audi e-tron                                                  | Tesla Model S                                               |

## Classifiche

### Piloti

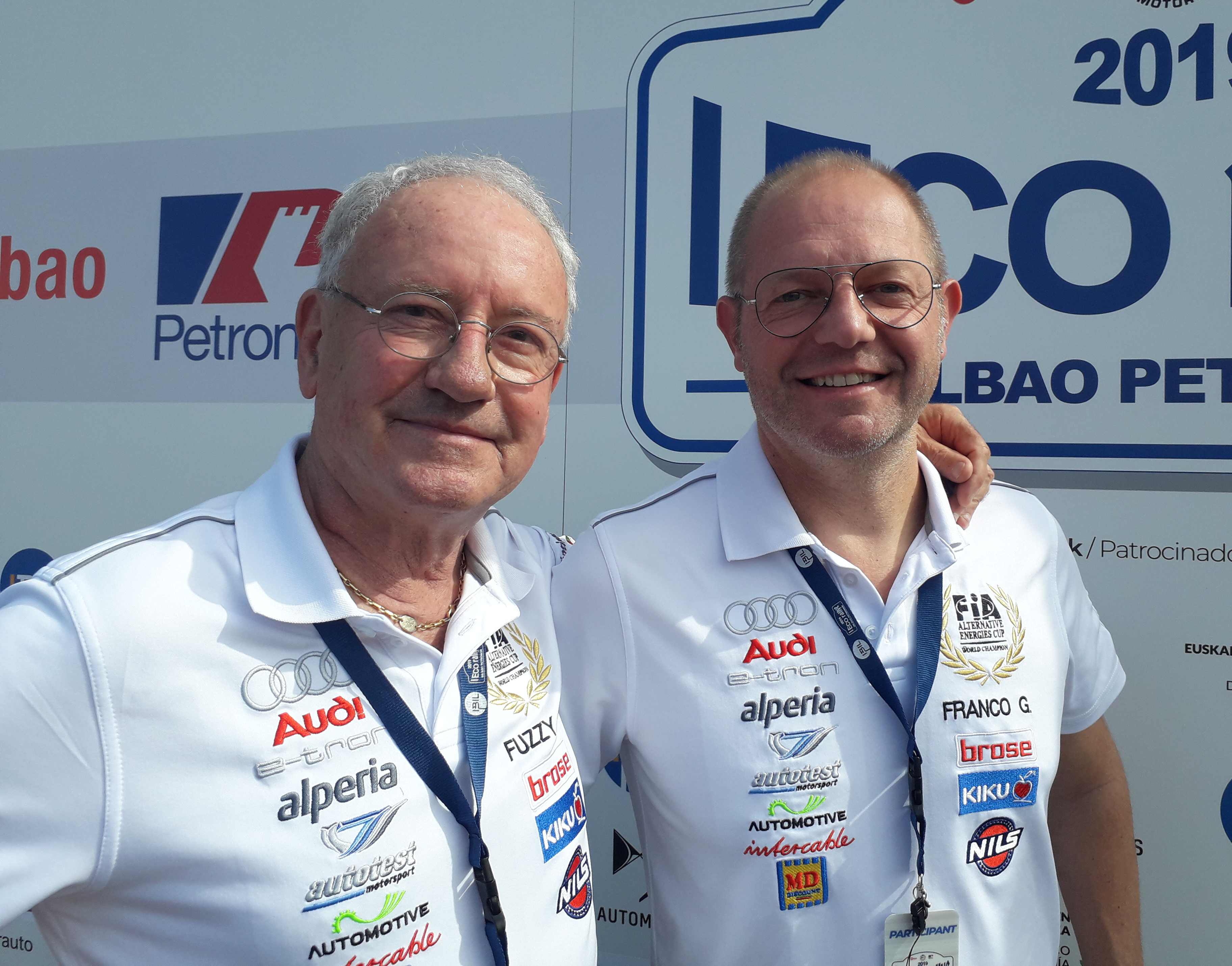
Fuzzy Kofler e Franco Gaioni, vincitori dei titoli piloti e copiloti 2019

| Punti  | Pilota (prime posizioni) |
| ------ | ------------------------ |
| 122,25 | Fuzzy Kofler             |
| 119    | Artur Prusak             |
| 95,5   | Guido Guerrini           |
| 85,5   | Didier Malga             |

### Co-piloti
| Punti  | Co-pilota (prime posizioni) |
| ------ | --------------------------- |
| 122,25 | Franco Gaioni               |
| 119    | Thierry Benchetrit          |
| 95,5   | Emanuele Calchetti          |
| 85,5   | Anne-Valérie Bonnel         |

### Costruttori
| Punti | Marca (prime posizioni) |
| ----- | ----------------------- |
| 133,5 | Audi                    |
| 86    | Tesla                   |
| 56,5  | Renault                 |
| 52    | Nissan                  |
| 50,25 | Volkswagen              |